# John Wilkinson
Pour les articles homonymes, voir Wilkinson et John Wilkinson (homonymie).
John Wilkinson (1728-1808)  est un ingénieur et industriel britannique, sidérurgiste, constructeur de machines-outils, de ponts en fer et de matériel de guerre. Il est le fils de l'industriel et pionnier de la Révolution industrielle Isaac Wilkinson et le frère de William Wilkinson, qui effectua en 1785 la première fonte au coke sur le territoire français au Creusot. Sa sœur Mary a épousé le célèbre pasteur et chimiste britannique Joseph Priestley, en 1762.

## Les efforts pour améliorer la fonte au coke
Né en 1728 à Clifton, en Cumbria, John Wilkinson a été éduqué à la "Dissenting Academy" créée en 1733 à Kendal (Cumbria) par l'un des dissidents anglais, Caleb Rotherham (1694-1752), qui lui donna des cours de sciences et de mathématiques. Il travailla avec son père jusqu'à l'âge de 20 ans, en 1748, année où il trouve du travail comme apprenti à Liverpool, puis en 1753 dans une fonderie des Midlands, à Broseley, sur le site où Abraham Darby avait réalisé la première fonte au coke en 1709 et qui verra s'élever en 1779 l'ironbridge. John Wilkinson, dans ce village où sa maison est toujours présente, devient responsable d'une société fournissant de la fonte au coke et améliore le procédé de son voisin et ami Abraham Darby entre 1749 et 1750.
Son père, l'artisan Isaac Wilkinson, déposa pas moins de quatre brevets et bourlingua un peu partout en Angleterre, avant de s'installer en 1753, à Bersham, près de Wrexham, au pays de Galles, où il crée la fonderie Bersham Ironworks, avec le fabricant de drap Edward Blakeway et d'autres associés, en déposant en 1757 un nouveau brevet pour une colonne d'eau.
John Wilkinson, qui conserve ses intérêts à Broseley, dans les Midlands, accepte de venir s'installer à Wrexham en 1756 pour aider l'entreprise familiale. Depuis une vingtaine d'années, cette fonderie tente la fonte au coke, avec des résultats médiocres, mais obtient des contrats de la Royal Navy. Il épouse en 1759 Ann Maudsley.
Son père dépose un brevet en 1758 pour la préparation du coke en vue de la fonte au coke, qu'il utilise à la fonderie Dowlais Iron and Co, créée en 1759 près de Merthyr Tydfil, en pleine guerre de Sept Ans, dont il est actionnaire aux côtés de John Guest qu'il fait venir à partir de 1763, tout en travaillant pour la fonderie de Plymouth, juste à côté.
Edward Blakeway fait faillite en 1759 et ses parts sont transférées à sa belle-fille Mary Lee. En 1761, Bersham Ironworks fait faillite aussi, tandis que la Dowlais Iron and Co. en est à ses débuts, le père de John se dispersant énormément. Bersham Ironworks est alors remplacé par la New Bersham and Co, cette fois gérée et détenue par John Wilkinson, qui a 33 ans et son jeune frère William.
Sa première femme Ann Maudsley meurt prématurément et John Wilkinson épouse en 1763, Mary Lee la belle-fille d'Edward Blakeway, l'ex associé de son père, qui a fait faillite en 1759. Le couple augmente sa participation dans la fonderie de Broseley, et dans une autre fonderie proche, à Bradley (en), où John Wilkinson avait déjà investi avec Edward Blakeway et qu'il modernisera encore en 1767.
En 1763 également, la fin de la guerre de Sept Ans assèche la demande d'armes. Son père part à Bristol où il décédera, endetté, en 1784. Anthony Bacon, qui a fondé en 1765 l'entreprise Cyfarthfa Ironworks reprend les affaires de la famille Wilkinson tout en la concurrençant par le rachat en 1766  de la fonderie de Plymouth. Puis en 1777, en pleine guerre d'indépendance, pour se procurer de la fonte, il rachète la fonderie Dowlais Iron and Co créée par Isaac Wilkinson en 1759.
Pendant ce temps, la New Bersham and Co, reprise par John Wilkinson, multiplie les contrats en 1768 en Russie et en Turquie et dépose en 1774 un brevet pour l'alésage des canons, étendu à la France en 1775. Depuis 1773, la Royal Navy donne les contrats à Cyfarthfa Ironworks, mais John Wilkinson en récupère une bonne partie grâce à cette technique. Non loin, ses fonderies de Bradley (en) et Moseley (en) se préparent à fournir l'acier de la machine à vapeur et de l'ironbridge.
En 1776 John Wilkinson essaie, en collaboration avec James Watt, les premières machines soufflantes de hauts-fourneaux actionnées à la vapeur. Plus puissantes, ces machines permettent de construire des hauts-fourneaux plus élancés (donc de meilleur rendement) et plus gros.

## L'inventeur de la machine à aléser
En 1772, John Wilkinson inventa  la machine à aléser et en 1775 il acheva le premier tour à aléser qui permit notamment l’usinage des cylindres des machines à vapeur. Mais cet appareillage était coûteux et ne devenait rentable que pour les grosses machines. En 1798, il mit au point un tour à tailler, peu après la première machine à fileter du français Senot (1795) et le tour de Henry Maudslay (1797).
Ces recherches avaient été en parties effectuées pour aider son ami de la Lunar Society de Birmingham, Matthew Boulton, qui s'associe avec James Watt, un autre membre de la Lunar Society, pour créer la machine à vapeur, dont Wilkinson fabrique les cylindres, parfaitement alésés, une technique qui sert aussi pour les canons de la Royal Navy.
L’apparition de l’acier au creuset, au milieu du XVIIIe siècle et des machines-outils pour le métal, en particulier la machine à aléser de John Wilkinson, les machines à fileter (pour les vis et les écrous), les machines à raboter, ouvrirent définitivement la voie à la machine de métal.

## Actionnaire puis fournisseur de l'Ironbridge

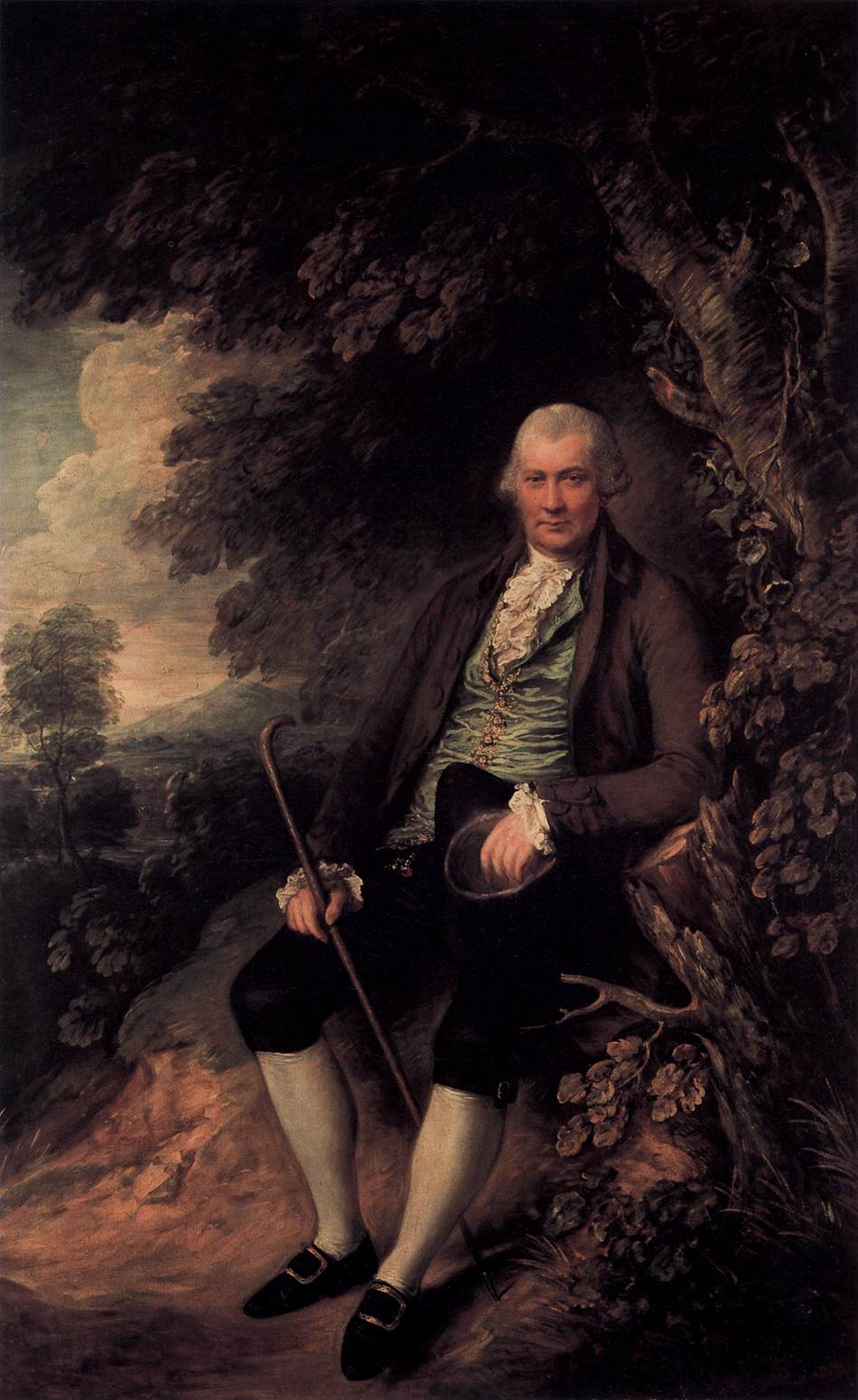
John Wilkinson, v. 1775
par Thomas Gainsborough
Gemäldegalerie (Berlin)

En 1775, John Wilkinson est l'un des 13 souscripteurs de l'Ironbridge avec Abraham Darby II mais il lui revend ses parts en 1777 car à partir de 1776, la machine vapeur, dont il est également un fournisseur important, trouve ses premiers clients. En 1779, la construction de l'Ironbridge est lancée par Abraham Darby et en 1781 ce pont tout en métal sur la rivière Severn est terminé et fait la fierté de l'Angleterre métallurgiste.
Ce pont étant le premier du genre, il faut bien penser que tout le processus de sa construction fut une expérience sans précédent. Il fallut créer d’énormes pièces de fonte, pour ainsi franchir une vallée de plus de 60 m à une hauteur d’au moins 30 m au-dessus de la rivière. Les pièces les plus imposantes furent les demi-cintres, longs chacun de 25 m environ, et pesant chacun plus de 5 tonnes. Le pont compte plus de 800 pièces de fonte, de 12 modèles principaux différents.
Au lieu des 300 tonnes de fer prévues, la construction du pont en avait nécessité environ 80 de plus, et le budget initial s'en trouva largement dépassé.

## Les contrats de laRoyal Navy
Entre 1773 et 1776, lorsqu'en prévision de la guerre d'indépendance les commandes de canons pour la Royal Navy passent de la Carron Company, de John Roebuck, à la Cyfarthfa Ironworks d'Anthony Bacon, John Wilkinson, faute d'avoir pu obtenir directement des commandes auprès du gouvernement, assure les contrats de livraison de fonte pour William Brownrigg et Anthony Bacon. Le temps presse car le gouvernement est tenté par de larges importations de Russie et de Suède à des prix élevés.
Craignant des problèmes, le négociant Edward Jones suggère au gouvernement de se tourner vers d'autres fournisseurs. John Wilkinson trouve alors un autre marché, celui des cylindres pour machines à vapeur que lui proposent James Watt et Matthew Boulton, dont le brevet expire en 1800. John Wilkinson a un brevet qui les intéresse au plus haut point : une machine à aléser permettant d'assurer la sécurité des cylindres et de faire monter la pression. Mais il tombe dans le travers de son père en vendant secrètement des cylindres à des concurrents et se met en difficulté.

## Actionnaire ducanal d'Ellesmereet membre de laLunar Society
John Wilkinson ouvrit des établissements en France et en Prusse, acheta des terres pour s'assurer un approvisionnement massif en charbon et devint actionnaire du canal Ellesmere, avec l'espoir qu'il parvienne jusqu'à ses mines. Il détenait 12 des 27 actions de la fonderie Abraham Darby et participait aux réunions dans la ville toute proche de Birmingham, de la Lunar Society, associant scientifiques, chercheurs et philosophes.
La famille Wilkinson aura aussi du succès en France. Symboliquement, Gabriel Jars en 1768, puis le gouvernement français en 1781, vont demander à son frère cadet William Wilkinson de travailler sur la fabrique de canon d'Indret et la fonderie qui doit l'alimenter au Creusot.
En 1787, dans sa fonderie de Bradley (en), proche de l'Ironbridge, John Wilkinson construisit la première barge entièrement en fer. La société emploie alors près de 1 400 personnes.